# 金魚番長
金魚番長（きんぎょばんちょう）は、吉本興業（東京本社）所属のお笑いコンビ。2018年結成。NSC東京校24期生。主に神保町よしもと漫才劇場に出演。

## メンバー
箕輪 智征（みのわ ともゆき、1994年9月12日 - ）（30歳）
ボケ・ネタ作り担当。
身長169 cm、体重62 kg。血液型はB型。
東京都調布市出身、東京農工大学工学部卒業。大学では人工関節の材料のゲルの研究をしていたが、研究室へ入った4月に機械を壊してしまう。怠惰な性格のため研究者に向いていないと感じ、芸人を志した。
趣味は一人カラオケ、ラーメン屋めぐり。特技は剣道、書道。
3年半付き合っている彼女がいる。神保町付近でデートしていたところをファンに見つかり、「なめんな」とDMが来たことがある。
吐き出した痰を吸う、電車の連結部分で着替える、買ったたこ焼きをロッカーに預けるなど数々の奇行を繰り返している。
何かと変なところにつっかかり、デリカシーのない対応のせいでファンとバトルすることが多い。
自分は前髪を下ろすとすごくイケメンになってしまうと発言しており、現在は変なファンがつかないようにわざと前髪を上げている。

古市 勇介（ふるいちバタフライゆうすけ、1994年4月15日  - ）（31歳）
ツッコミ担当。
身長173 cm、体重88 kg。血液型はB型。
一人っ子。
東京都目黒区出身。巣鴨中学校・巣鴨高等学校卒業、上智大学経済学部中退。2023年3月に退学していたが、気が小さいあまり2022年度卒業と嘘をついていた。大学では学内の1000人以上所属するテニスサークルをまとめる代表をしていた。
趣味はディズニー、スパ、ネットカフェに行くこと、映画鑑賞、スノボ、フットサル。
特技は全ての歌を歌っている途中で『粉雪』に変えること、松井秀喜に扮してみんなの悩みを解決すること、少しの情報を基にその道のプロ感を出すこと、スマホ早打ち、池袋に関する知識。
NSC時代、最初の自己紹介で全裸になり怒られた。
2021年秋頃までは、X-Largeの黄色いトレーナーを舞台衣装としていた。同年10月に行ったライブにて新たな舞台衣装を披露し、以降は黄色のジャケットを着用していた。2023年12月より、同年6月に優勝した「UNDER5 AWARD 2023」の副賞である洋服の青山のオーダースーツ（オレンジ）を着用している。
YouTubeの個人チャンネル「ふるいてぃGames」を運営している。
M-1グランプリ2024でのエントリーフィーである1000円分の現金を持っておらず、相方・箕輪を呆れさせた。密着中の動画上では謝罪すらしていない。
芸人を目指す高校生「ヒサスエ」という弟子がいる。
2025年4月、同棲中の彼女に浮気がバレて別れ話を切り出されたことで「体調不良」とごまかし仕事を6日ほど飛んだ。

## 来歴
2018年4月、共にNSCへ入学。NSC東京校24期生となる。2人とも学生お笑いを一切経験しておらず、未経験のまま入学した。
同年6月にコンビを結成。｢金魚番長」というコンビ名は、箕輪の持ち寄った「金魚鉢」と、古市の持ち寄った「モンスター番長」の2つの案を組み合わせたもの。結成当初は主にコントを演じていたが合宿の際に漫才で選抜に選ばれたため、漫才メインに転向した。
2019年2月、NSC卒業ライブにて優勝。24期を首席で卒業する。特典として、同年3月23日に単独ライブ「金魚すくい」を開催（#単独ライブにて後述）。
同年4月にプロデビューし、同年12月まではヨシモト∞ホールを中心に活動。
2020年1月、神保町よしもと漫才劇場のオープンに伴い、同劇場の所属となる。
2021年1月末に行われたライブ「頂〜鳥〜」にて、1位を獲得。この結果を受け、当時の神保町よしもと漫才劇場のランキングシステム（花鳥風月）のトップ「花クラス」に昇格した。
2023年6月、この年に初開催となった芸歴5年目以内の若手芸人を対象とした賞レース「UNDER5 AWARD 2023」にて優勝。同年11月には、マイナビLaughter Night第9回チャンピオン大会にて優勝。

## 芸風
主に漫才で、箕輪の独特なボケを古市が鋭くツッコむスタイル。日常の出来事や人間関係を題材にしたものが多い。

## 出囃子
- ORANGE RANGE『おしゃれ番長』

## 賞レース成績

### M-1グランプリ
| 年度             | 結果         | エントリー No. | 会場                   | 日程     | 備考          |
| ---------------- | ------------ | -------------- | ---------------------- | -------- | ------------- |
| 2018年（第14回） | 1回戦敗退    | 469            | 新宿シアターモリエール | 9月8日   |               |
| 2019年（第15回） | 3回戦進出    | 1521           | ルミネtheよしもと      | 11月8日  |               |
| 2020年（第16回） | 2回戦進出    | 1664           | よしもと有楽町シアター | 11月4日  |               |
| 2021年（第17回） | 準々決勝進出 | 790            | ルミネtheよしもと      | 11月17日 |               |
| 2022年（第18回） | 3回戦進出    | 713            | よしもと有楽町シアター | 10月30日 |               |
| 2023年（第19回） | 準々決勝進出 | 1623           | ルミネtheよしもと      | 11月22日 |               |
| 2024年（第20回） | 準決勝進出   | 2195           | NEW PIER HALL          | 12月5日  | 敗者復活戦3位 |

### その他
- 2018年 キングオブコント2018 - 1回戦敗退[21]
- 2019年 NSC大ライブTOKYO 2019 - 優勝[22]
- 2020年 キングオブコント2020 - 2回戦進出[23][24]
- 2021年 キングオブコント2021 - 1回戦敗退[25]
- 2022年 キングオブコント2022 - 1回戦敗退[26]
- 2023年 UNDER5 AWARD 2023 - 優勝
- 2023年 マイナビLaughter Night第9回チャンピオンLIVE - 優勝
- 2024年 第45回ABCお笑いグランプリ 決勝1stステージ敗退[27]
- 2025年 ルミネtheよしもと「幻のネタNo.1決定戦」優勝[28]
- 2025年 第46回ABCお笑いグランプリ 決勝1stステージ敗退[29]、ABEMA賞受賞[30]

## 出演

### テレビ
- キクテレミルラジ265（BSよしもと、2023年7月3日 - 2024年6月25日）- 火曜1部MC

### ラジオ
- 金魚番長のデメキン[31]（stand.fm、2021年6月18日 - ） - 毎週金曜日更新
- 金魚番長のコメリンZ（TBSラジオ、2023年12月18日〈17日深夜〉[32]）- 冠特番（生放送）
- 金魚番長のデメキング（TBSラジオ、2024年4月6日〈5日深夜〉 - [33]）- 2025年3月まではアフタートークのみPodcast配信だったが、同年4月からは本編もPodcast配信に移行[34]
- アッパレやってまーす!（MBSラジオ、2025年2月25日 - ）- 火曜パーソナリティ

## ライブ

### 単独ライブ
- 初単独ライブ「金魚すくい」 2019年3月23日（神保町花月）
- 第2回単独ライブ「マッド金魚〜怒りのデス番長〜」 2020年1月5日（ヨシモト∞ホール）
- 第3回単独ライブ「値千金」 2024年6月8日（神保町花月）[35]

### トークライブ
- 金魚鉢vol.1 2019年11月16日（ヨシモト∞ドームI）
- 金魚鉢vol.2 2020年2月1日（ヨシモト∞ドームI）

### 主催ライブ
2022年7月時点、開催会場は全て神保町よしもと漫才劇場。
| 年     | 月日     | タイトル                   |
| ------ | -------- | -------------------------- |
| 2021年 | 3月7日   | 38マイクは倒れない         |
| 2021年 | 4月11日  | 黄金のネタ                 |
| 2021年 | 5月15日  | ギョギョリオン             |
| 2021年 | 6月13日  | バンチョムブラッド         |
| 2021年 | 8月8日   | 漫才潮流                   |
| 2021年 | 10月16日 | スターキンギョバンチョウズ |
| 2021年 | 12月8日  | スティールバンチョウラン   |

| 年     | 月日     | 回     | ゲスト                                         |
| ------ | -------- | ------ | ---------------------------------------------- |
| 2021年 | 7月22日  | 第1回  | エバース、サンタモニカ、ゴヤ                   |
| 2021年 | 9月6日   | 第2回  | 衝撃デリバリー、ネイチャーバーガー、ナミダバシ |
| 2021年 | 11月20日 | 第3回  | ミカボ、オドるキネマ、マリーマリー             |
| 2022年 | 1月7日   | 第4回  | 素敵じゃないか、令和ロマン、10億円             |
| 2022年 | 2月20日  | 第5回  | ラタタッタ、まんぷくユナイテッド、シノブ       |
| 2022年 | 3月24日  | 第6回  | ピンタンパン、ナイチンゲールダンス、イチゴ     |
| 2022年 | 4月18日  | 第7回  | 9番街レトロ、インテイク、ヨネダ2000            |
| 2022年 | 5月22日  | 第8回  | ブラゴーリ、軟水、鬼ぷりん                     |
| 2022年 | 6月28日  | 第9回  | ドンデコルテ、オドるキネマ、アケガラス         |
| 2022年 | 7月30日  | 第10回 | 世間知らズ、エルフ、おとうふ                   |